# Porphyrinia khalifa
Porphyrinia khalifa là một loài bướm đêm trong họ Noctuidae.